# Geoffrey Burbidge
Geoffrey Ronald Burbidge (Chipping Norton, 24 september 1925 – La Jolla,  26 januari 2010) was een Brits-Amerikaans natuur- en sterrenkundige. Hij was hoogleraar aan de universiteit van Californië - San Diego en heeft belangrijke bijdragen geleverd in het onderzoek naar de vorming van zware elementen in sterren. 
Samen met zijn vrouw, Margaret Burbidge, de Britse astronoom Fred Hoyle en de Amerikaanse natuurkundige William Fowler, was hij in 1957 de auteur van een  bekend artikel over de "stellaire nucleosynthese". Het artikel is bekend als het artikel B²FH, naar de initialen van de 4 auteurs. 
Burbidge is ook bekend door zijn steady-statetheorie, die begin van de jaren 1950 werd gelanceerd als tegenhanger van de bigbangtheorie. Volgens Burbidge is het universum een oscillerend geheel dat zich eeuwig uitzet en samentrekt. Wegens de controversiële aard van deze theorie, kende ze veel critici.

## Onderscheidingen
Prijzen
- Helen B. Warnerprijs voor astronomie (1959, samen met zijn echtgenote)
- Bruce Medal (1999)
- Gouden medaille van de Royal Astronomical Society (2005)

Eponymie
- De planetoïde (11753) Geoffburbidge